# Albert Willem Hoeth
Albert Willem Hoeth (Westerbroek, 13 juli 1758 - Groningen, 27 juli 1827) was procureur-crimineel voor de Nederlandse provincies Groningen en Drenthe.
Hoeth was de zoon van Willem Albert Hoeth, gezworene en taalman stad Groningen, en Aemilia Agnita Meurs. Hij trouwde in 1781 met Elisabeth Sophia Wichers, dochter van Johan Wichers, gezworene stad Groningen, en Johanna Elisabeth Meurs. Ze kregen 4 zonen en 5 dochters. De zoon Albert Willem Hoeth (Winschoten 19 oktober 1786 - Groningen 29 juli 1819) trouwde met Louise Egbertina Buma (Leeuwarden 18 maart 1795 - Arnhem 5 december 1824), de dochter van Bernardus Buma en Rolina Maria Hora Siccama van Klinckema.

## Carrière
Hoeth studeerde rechten in Groningen en promoveerde in 1778. Hij werd advocaat. In 1787 werd hij rechter in Bellingwolde en Blijham, in 1795 werd hij procureur-generaal van het Hof van Justitie in Groningen en van 1798-1801 was hij lid en president van het Uitvoerend Bewind. In 1801 werd hij weer rechter in Bellingwolde.
Van 1806-1811 was hij procureur-generaal van het Departementaal Gerechtshof van Groningen en na 1813 procureur-crimineel voor Groningen en Drenthe.
- Biografisch Portaal: 26645756
- Digitale Bibliotheek voor de Nederlandse Letteren: hoet008
- International Standard Name Identifier: 0000 0003 8751 7493
- Nederlandse Thesaurus van Auteursnamen: 071321535
- Parlement.com: vg9fgopvvozj
- Virtual International Authority File: 280471328
- WorldCat: E39PBJcwxDHBQtjBWr8JtkKDbd